# Miss Europe 2017

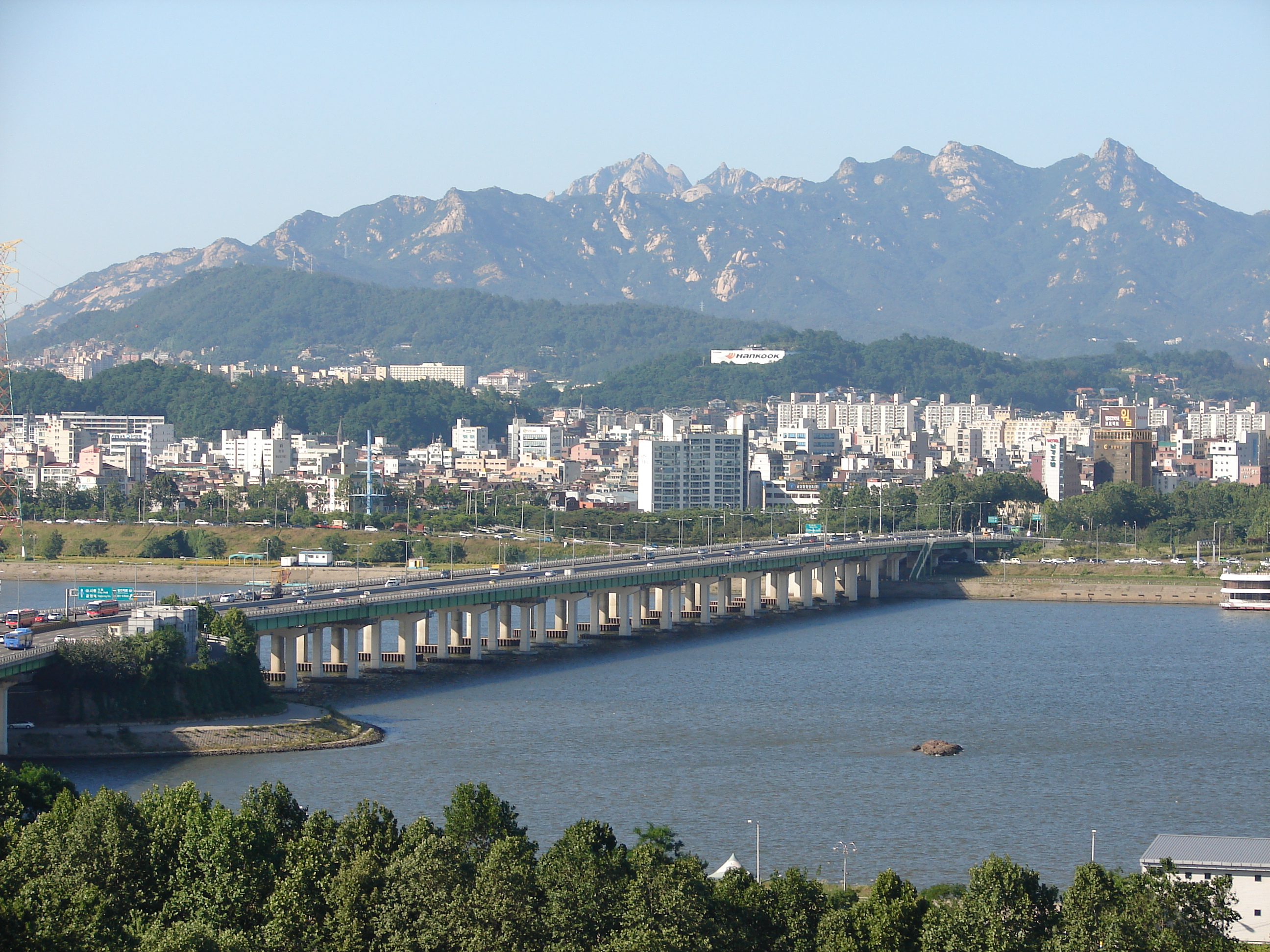
Blick auf Seoul, Ort der Veranstaltung

Der Wettbewerb um die Miss Europe 2017 war der zweite, den die Miss Europe Organization (MEO) durchführte. Sie hatte ihren Sitz zunächst in London und verlegte ihn 2017 nach Edinburgh.
Die Schönheitskonkurrenz war von 2007 bis 2015 nicht ausgetragen worden. Eine Kontinuität zu den Wettbewerben eines früheren Veranstalters und zu dessen Siegerinnen soll offensichtlich die Krone herstellen, die die Gewinnerin erhält. Auf der Webseite der Miss Europe Organization sind die Titelträgerin von 2016 und drei frühere Missen mit dieser Krone (eher einem Diadem) zu sehen.
Die Kandidatinnen waren in ihren Herkunftsländern von nationalen Organisationskomitees ausgewählt worden, die mit der MEO Lizenzverträge abgeschlossen hatten.
Die Veranstaltung fand am 13. Mai 2017 in der südkoreanischen Hauptstadt Seoul statt – und damit am bisher am weitesten von Europa entfernten Standort. Es gab bis zu 50 Bewerberinnen.
| Land           | Name             | Andere Schreibweisen                                              | Teilnahme an weiteren Wettbewerben                                                              |
| -------------- | ---------------- | ----------------------------------------------------------------- | ----------------------------------------------------------------------------------------------- |
| Platzierungen  |                  |                                                                   |                                                                                                 |
| 1. Lettland    | Diana Kubasova   | Diāna Kubasova, Dayana Kubasowa, Диана Кубасова (russisch)        | Miss Asia Pacific World 2012: Platz 3                                                           |
| 2. Deutschland | Alena Senatorova | Алена Сенаторова (russisch), Алёна Сенаторова (belarussisch),     | Miss Intercontinental 2007 (für Belarus), Miss Asia Pacific World 2012: Top 7 (für Deutschland) |
| 3. Ukraine     | Nina Gorinyuk    | Nina Goryniuk, Ніна Горинюк (ukrainisch), Нина Горинюк (russisch) | Miss International 2015                                                                         |

## Kandidatinnen
Die Veranstalter zeigen auf ihrer Webseite 50 Bilderrahmen mit den Delegates (ohne ihre Namen): 
- 27 Kandidatinnen folgender Länder sind abgebildet: Belgien, Bosnien und Herzegowina, Dänemark, Deutschland, Finnland, Frankreich, Island, Israel, Italien, Kroatien, Lettland, Litauen, Luxemburg, Malta, Moldawien, Montenegro, Norwegen, Portugal, Rumänien, Schottland, Slowenien, Spanien, Tschechische Republik, Türkei, Ukraine, Ungarn und Wales.
- Bei 23 Kandidatinnen ist nur eine Tafel mit der Aufschrift  coming soon zu sehen (Monate, nachdem der Wettbewerb stattgefunden hat). Es handelt sich um diese Länder, deren Status zum Teil umstritten ist: Albanien, Andorra, Bulgarien, England, Georgien, Griechenland, Guadeloupe, Irland, Kosovo, Krim, Liechtenstein, Monaco, Niederlande, Nordirland, Nordzypern, Österreich, Polen, Russland, Schweden, Serbien, Slowakei, Belarus und Zypern.

Welche der Kandidatinnen tatsächlich am Wettbewerb teilgenommen haben, ist daraus nicht ersichtlich.